# Zilverzand

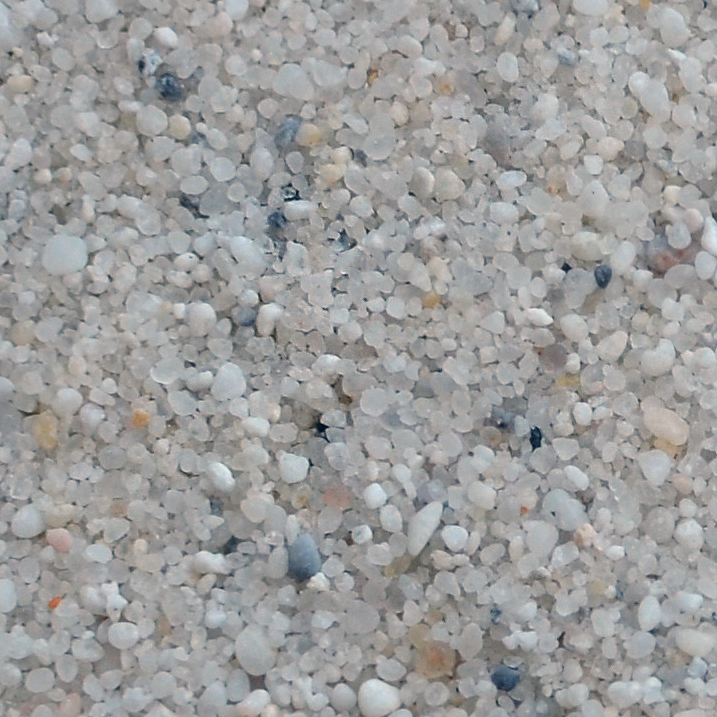
Zilverzandkorrels

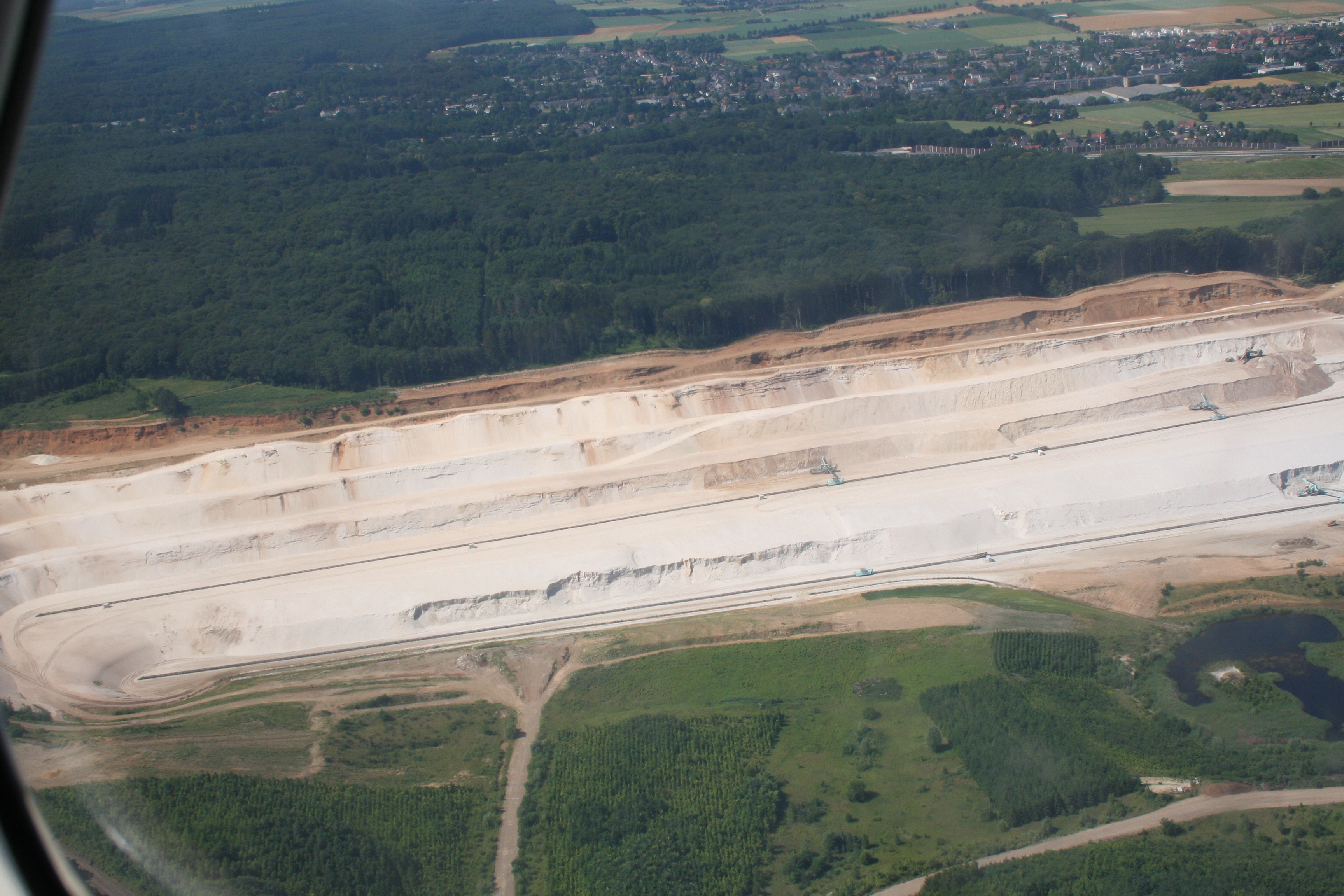
Winning van zilverzand in Frechen (Duitsland)

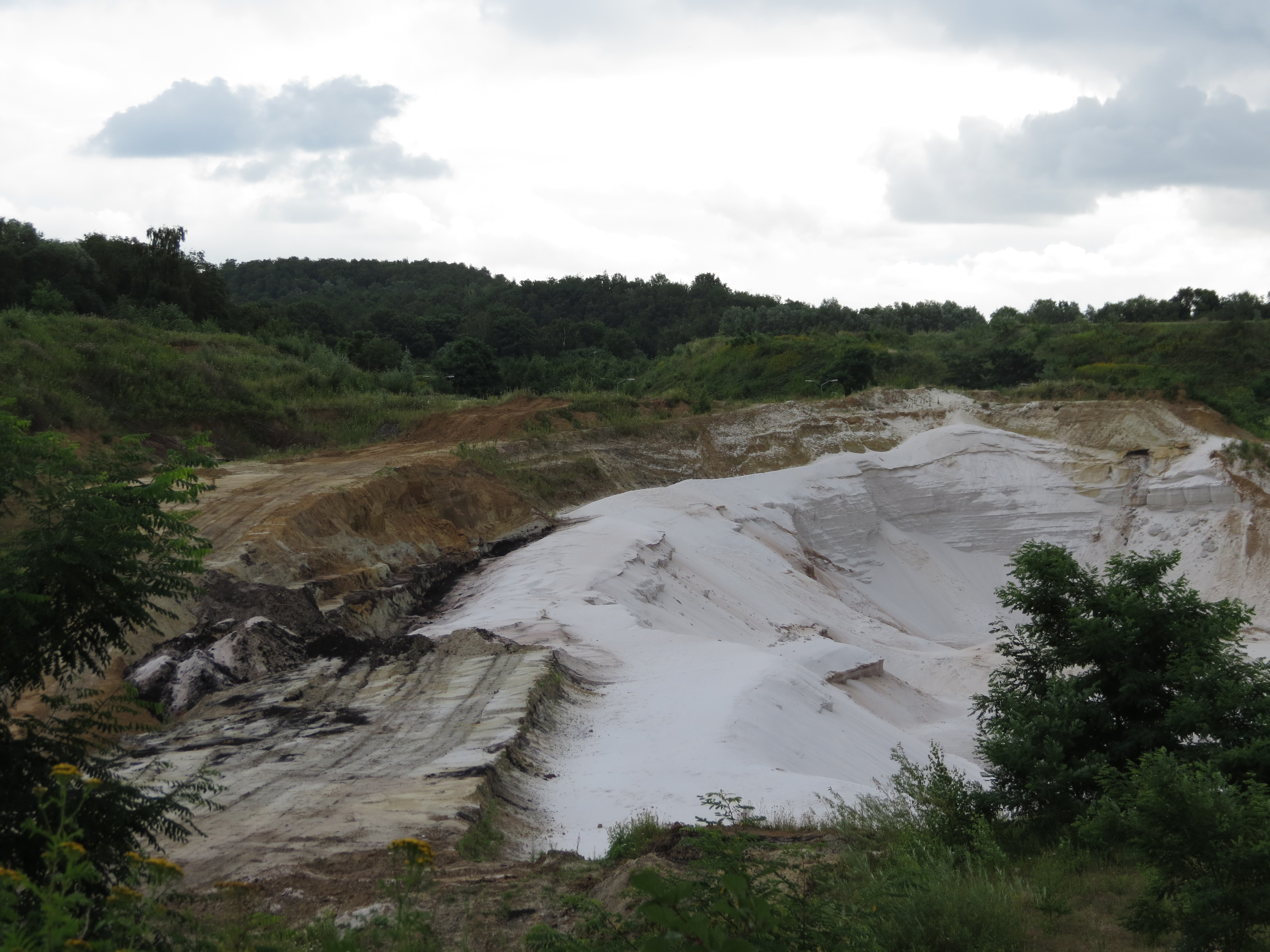
Zilverzandgroeve in Heerlerheide (Nederland)

Zilverzand, kwartszand of witzand is een fijnkorrelig, wit, uiterst zuiver zand met een laag ijzergehalte. Het bestaat bijna geheel uit kwarts (SiO2). Zilverzand is de belangrijkste grondstof voor de glasindustrie.

## Toepassingen
Het zand is bijzonder geschikt als basisgrondstof voor de glasindustrie en wordt daar dan ook in grote hoeveelheden gebruikt. Het vormt 60-65% van de glasmassa. Het wordt niet alleen in de hoogwaardige glasindustrie gebruikt maar ook vindt het toepassing in de fijnkeramische industrie als grondstof voor email en voor porselein, in de chemische industrie en in gieterijen. Ook silicium voor elektronica-componenten, zoals diodes, transistors, en chips wordt gemaakt van zilverzand. Het is verder grondstof voor siliciumcarbide (schuurmiddel) en waterglas (lijm).
Verder wordt zilverzand toegepast voor het bereiden van fijne mortel en als ondergrond voor kunstgras op sportvelden. Als bodemmateriaal doet het dienst in volières.

## Zuiverheid
De belangrijkste kwaliteitscriteria voor kwartszand zijn de percentages kwarts (SiO2) en aluminiumoxide (Al2O3) en het ijzergehalte (Fe2O3). Hoe meer kwarts, en hoe minder aluminiumoxide en ijzer, hoe zuiverder en beter. Daarnaast mag het moedermateriaal geen korrels bevatten die grover zijn dan 2000 micrometer (2 mm). Voor de meeste glastoepassingen is de maximale korreldiameter 500 micrometer (0,5 mm). Ruw kwartszand uit de groeve kan door fysische en/of chemische behandeling aan kwaliteit winnen. Om zilverzand geschikt te maken als grondstof ondergaat het enkele bewerkingen, waarbij de nog aanwezige verontreinigingen verwijderd worden. Dit gebeurt door scheidingstechnieken zoals flotatie. Door een omzetting bij hoge temperatuur wordt cristobaliet verkregen, wat een silicaat is met een kristalstructuur die afwijkt van die van kwarts.

## Zilverzand in België
In Vlaanderen wordt zilverzand gevonden te Lommel, Dessel en Mol. Ook in Maasmechelen is een vindplaats, de zandafzettingen zijn ontstaan tijdens het Mioceen. Stratigrafisch wordt het ingedeeld bij de Formatie van Bolderberg.
Het enige Belgische bedrijf dat zilverzand exploiteert is Sibelco. Het bezit alle winningsconcessies in dat land. Het bedrijf is wereldmarktleider op het gebied van kwartszand-ontginning en controleert ook in Nederland meer dan 90% van de markt.

## Zilverzand in Nederland
Het jaarlijks gebruik van zilverzand in Nederland bedraagt anderhalf miljoen m3. Ongeveer de helft daarvan wordt geïmporteerd. Een aanzienlijk deel van de verbruiksbehoefte in de glasindustrie wordt vervangen door gerecycleerd glas.
In Nederland komt hoogwaardig zilverzand slechts in een beperkt gebied in Zuid-Limburg voor. In vijf groeven tussen Heerlen en Brunssum worden lagen van vijf tot vijftig meter dik gewonnen. Dit zand is afkomstig uit het miocene Laagpakket van Heksenberg in de Formatie van Groote Heide. Het zilverzand wordt hier ontgonnen door de firma's Sigrano (Sibelco), Beaujean en De Groot.
In het verleden werd ook zilverzand gewonnen in de vorm van kalkarm duinzand bij Hargen.

### Afbeeldingen

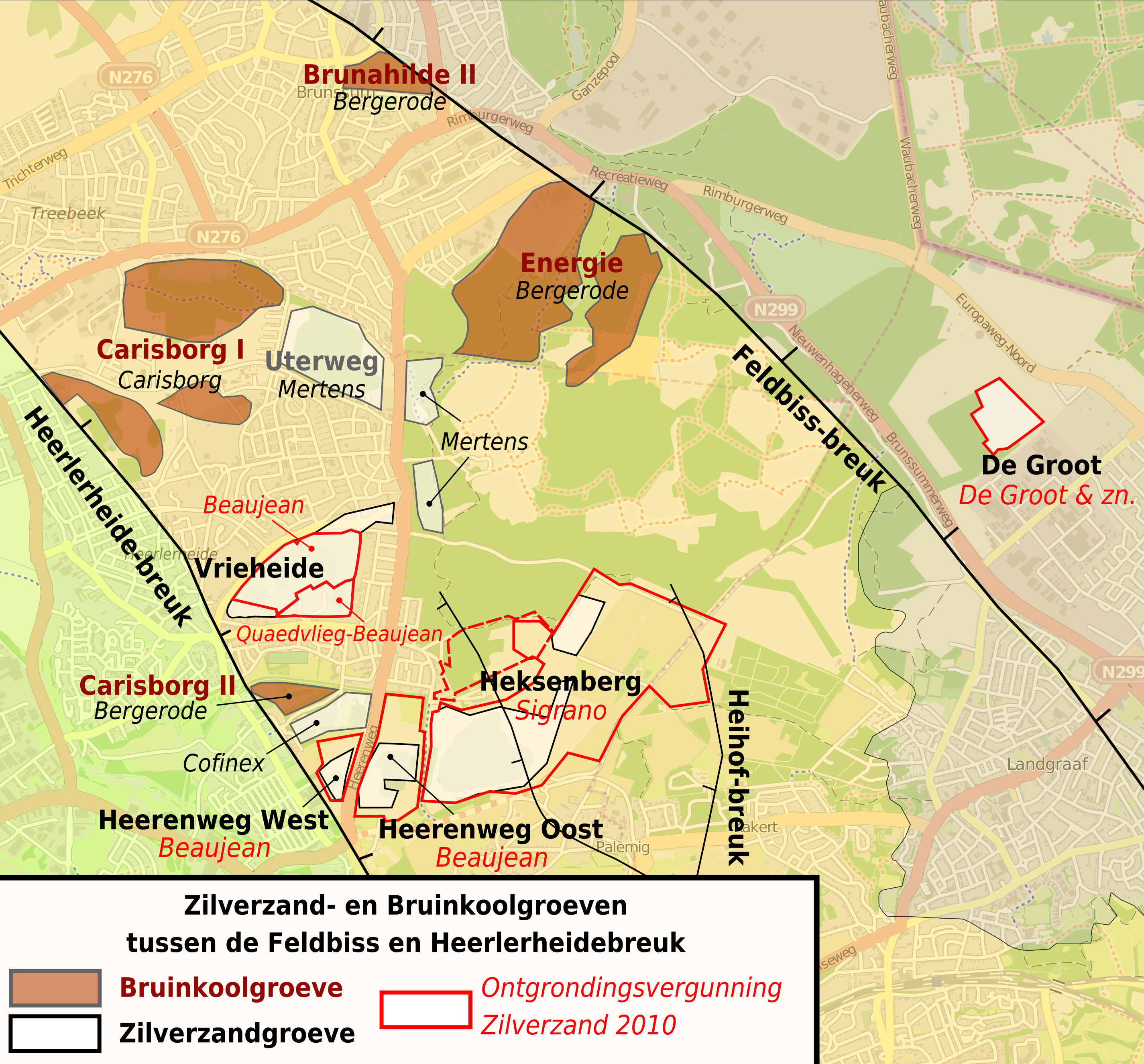
Bruinkool- en zilverzandgroeven tussen de Feldbiss en de Breuk van Heerlerheide
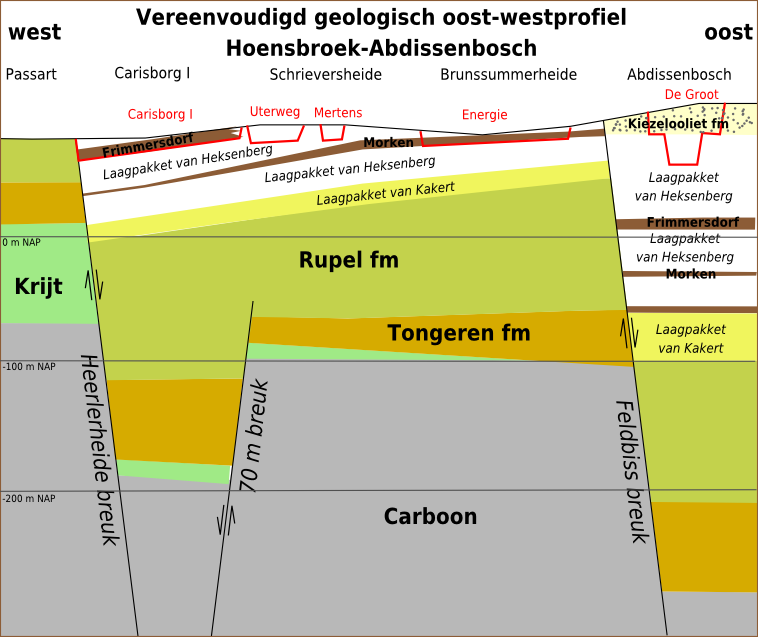
Feldbissprofiel